# Hraniční přechod Hrádek nad Nisou – Porajów
Hraniční přechod Hrádek nad Nisou – Porajów (polsky Przejście graniczne Porajów – Hrádek nad Nisou) je bývalý silniční hraniční přechod na česko-polské státní hranici na hraničním úseku IV/145/16 - IV/146 mezi českým městem Hrádek nad Nisou (okres Liberec, Liberecký kraj) a polskou vesnicí Porajów (okres Zgorzelec, Dolnoslezské vojvodství). Přechod leží v nadmořské výšce 238 m n. m. na silnici I/35 (I/35L). Před zrušením byl určen pro pěší, cyklisty, motocykly a osobní automobily.
Hraniční přechod byl zrušen při vstupu České republiky do Schengenského prostoru v roce 2007. V případě dočasného znovuzavedení ochrany vnitřních hranic je provoz na hraničním přechodu upraven Sdělením Ministerstva vnitra č. 395/2021 Sb.

## Další informace
Hraniční přechod leží na přemostění Oldřichovského potoka, který je v těchto místech hraničním potokem. 